# Im Nayeon (álbum)
Im Nayeon é o extended play (EP) de estreia da cantora sul-coreana Nayeon, lançado em 24 de julho de 2022 pela JYP Entertainment e Republic Records. O EP consiste em 7 faixas, incluindo a faíxa-título "Pop!" e colaborações com Felix do Stray Kids e Wonstein, lançadas juntamente ao EP.

## Antecedentes e lançamento
Em 16 de maio de 2022, após o término da quarta turnê mundial de Twice intitulada Twice 4th World Tour III, a agência do grupo, JYP Entertainment, postou uma mensagem misteriosa nas redes sociais do grupo deixando duas datas: 24 de junho de 2022 e 26 de agosto de 2022. Dois dias depois, foi divulgado o lançamento do mini álbum de estreia de Nayeon para 24 de junho de 2022, confirmando uma das datas postadas pela agência anteriormente. O álbum marca o primeiro trabalho solo de uma integrante do Twice desde sua estreia em 2015.

## Performance comercial
Horas antes do lançamento oficial, foi divulgado que o álbum havia ultrapassado mais de 500.000 cópias em sua pré-venda, configurando como a maior pré-venda de uma solista no país em 2022 até agora.

## Lista de faixas
| Lista de faixas para Im Nayeon |                                        |                   |                                                                                              |                 |         |  |
| N.º                            | Título                                 | Letras            | Música                                                                                       | Arranjo         | Duração |  |
| 1.                             | "Pop!"                                 | Lee Seu-ran       | Kenzie Hayden Chapman Greg Bonnick Ellen Berg                                                | LDN Noise       | 2:48    |  |
| 2.                             | "No Problem" (com Felix do Stray Kids) | Lewis Shay Jankel | Jankel                                                                                       | Jankel          | 3:16    |  |
| 3.                             | "Love Countdown" (com Wonstein)        | Nayeon Wonstein   | Earattack Ronnie Icon Willemijn May Eniac 24E!                                               | Earattack Eniac | 3:17    |  |
| 4.                             | "Candyfloss"                           | Shim Eun-ji       | Jade Thirlwall Rick Parkhouse George Tizzard                                                 | Red Triangle    | 3:01    |  |
| 5.                             | "All or Nothing"                       | Nayeon            | Destiny Rogers Carmen Reece Jonathan Yip Ray Romulus Jeremy Reeves Ray Charles McCullough II | The Stereotypes | 3:04    |  |
| 6.                             | "Happy Birthday to You"                | E.One             | E.One                                                                                        | E.One           | 3:05    |  |
| 7.                             | "Sunset" (노을만 예쁘다)               | Park Woo-sang     | Park                                                                                         | Park            | 3:13    |  |
| Duração total:                 | Duração total:                         | Duração total:    | Duração total:                                                                               | Duração total:  | 21:44   |  |

## Histórico de lançamento
| País          | Data                | Formato                         | Gravadora             |
| ------------- | ------------------- | ------------------------------- | --------------------- |
| Coreia do Sul | 24 de junho de 2022 | Download digital, CD, streaming | JYP, Republic Records |
| Mundo         | 24 de junho de 2022 | Download digital, CD, streaming | JYP, Republic Records |